# Васильєв Дмитро Миколайович (військовик)
Дмитро Миколайович Васильєв (20 лютого 1978, м. Первомайськ, Миколаївська область, Українська РСР, СРСР — 19 березня 2022, Запорізька область, Україна) — український військовослужбовець, підполковник Збройних Сил України, учасник російсько-української війни. Герой України (13 квітня 2022, посмертно).

## Життєпис
Дмитро Васильєв народився 20 лютого 1978 року в місті Первомайську Миколаївської області.
Після закінчення навчання в 1995 році вступив до Хмельницьке командне артилерійське училище де й закінчив у 2000 році артилериста-ракетника, його направили в Хмельницький, де він пройшов службу до командира ракетного дивізіону 19-ї ракетної бригади «Свята Варвара».
Був учасником АТО та ООС.
З перших днів російського вторгнення в Україну 2022 року підполковник Дмитро Васильєв уміло керував ракетним дивізіоном, який завдав точних ударів по колоні противника біля населеного пункту Чонгар. Унаслідок цього удару було знищено до сотні одиниць техніки та особового складу ворога. З 24 лютого до 18 березня ракетний дивізіон під керівництвом Дмитра Васильєва завдавав ударів по скупченню військ противника біля населених пунктів Василівка, Токмак, Мелітополь, Пологи, Гуляйполе, Кам'янка, Дніпрорудне, Бердянськ, Велика Білозерка, знищуючи значну кількість сил і засобів окупантів. 18 березня Дмитро Васильєв разом із підрозділом потрапив під обстріл у Запорізькій області та загинув наступного дня внаслідок важких поранень.
Похований 23 березня 2022 року на Алеї Слави в місті Хмельницькому.
Залишилися дружина та двоє дітей.

## Вшанування пам'яті
Рішенням позачергової шістнадцятої сесії Хмельницької міської ради № 22 від 28 квітня 2022 року вулицю Попова у мікрорайоні Ракове перейменовано на вулицю Героя України Дмитра Васильєва.
29 серпня 2022 року в День пам'яті захисників України, які загинули в боротьбі за незалежність, суверенітет і територіальну цілісність нашої держави, Президент України Володимир Зеленський передав орден «Золота Зірка» членам родини загиблого Героя України.
Рішенням сесії Первомайської міської ради Миколаївської області від 4 квітня 2023 року вулицю Кам'яномостівську в м. Первомайську перейменовано на вулицю Героя України Дмитра Васильєва
Рішенням Первомайської міської ради № 4 від 29.08.2024 року присвоєне звання «Почесний громадянин міста Первомайська».

## Нагороди
- звання Герой України з удостоєнням ордена «Золота Зірка» (13 квітня 2022, посмертно) — за особисту мужність, вагомий внесок у захист державного суверенітету та територіальної цілісності України[1][10]
- орден Богдана Хмельницького II ст. (22 березня 2022, посмертно) — за особисту мужність і самовіддані дії, виявлені у захисті державного суверенітету та територіальної цілісності України, вірність військовій присязі[11]
- орден Богдана Хмельницького III ст. (12 жовтня 2017) — за вагомий особистий внесок у зміцнення обороноздатності Української держави, мужність, самовідданість і високий професіоналізм, виявлені під час бойових дій, зразкове виконання службових обов'язків[12]
- відзнака Президента України «За участь в антитерористичній операції»
- відомчі заохочувальні відзнаки Міністерства оборони України — медаль «15 років Збройним Силам України», медаль «За сумлінну службу» II та III ст.
- відзнака Начальника Генерального Штабу ЗСУ — нагрудний знак «Учасник АТО»
- Медаль за 20 років сумлінної служби.
- Медаль за особливу службу 3 ступеня.